# هايكازو يوكوياما
هايكازو يوكوياما (باليابانية: 横山秀和) هو مصارع رياضي ياباني، ولد في 7 أبريل 1971 في أكيتا في اليابان.

## وصلات خارجية
- هايكازو يوكوياما على موقع قاعدة بيانات المصارعة الدولية (الإنجليزية)
- هايكازو يوكوياما على موقع أوليمبيديا (الإنجليزية)